# Ohněm a mečem
Ohněm a mečem (1884, Ogniem i mieczem) je román od polského nositele Nobelovy ceny za literaturu Henryka Sienkiewicze. Jde o první díl autorovy volné trilogie z polských dějin, jejíž další dva díly se jmenují Potopa a Pan Wołodyjowski. Děj románu, který měl obrovský úspěch, se odehrává v období vypuknutí ukrajinského kozáckého povstání Bohdana Chmielnického (tedy okolo roku 1648) proti polskému státu.
Ohněm a mečem je velmi čtivá kniha s napínavým až dobrodružným příběhem, který se s historickou skutečností shoduje jen ve velmi hrubých obrysech. Na pozadí mocenských a společensko-politických sporů autor současně rozvíjí milostný příběh rytíře Jana Skrzetuského a Heleny Kurcewiczové. V knize vystupují také pan Wolodyjowski a pan Zagloba, postavy, které provázejí čtenáře celou trilogií.
Sienkiewicz psal román také s myšlenkou, aby byl morální vzpruhou pro Poláky, jejichž stát byl už sto let rozdělen mezi Rusko, Německo a Habsburskou monarchii.

## Děj
Děj se odehrává v letech 1648–49, převážně na území dnešní Ukrajiny, patřící tehdy Rzeczi Pospolité.
Po smrti polského krále Vladislava IV. naplno vypukne povstání kozáků, a to kvůli nepřiznaným výsadám slíbeným za pomoc ve válce. Vůdce kozáků Bohdan Chmelnický si na pomoc přizve Tatary vedené krymským princem Tuhaj Bejem.
Povstání kozáků se snaží potlačit Jeremiáš Wiśniowiecki. Jeho nesmírná krutost je však příčinou toho, že se ke vzbouřeným kozákům přidávají i vesničané. Ve službách Jeremiáše je i Jan Skrzetuski, hlavní hrdina, a jeho doprovod tvořený panošem a ranhojičem Rzędzianem a litevským rytířem Longinem Podbipiętou, vázaným přísahou, že se neožení dříve, než setne hlavy třem nepřátelům najednou.
Skrzetuski náhodou ve stepi zachrání kněžnu Kurcewiczovou s její neteři Helenou, do které se zamiluje. Helenu však miluje také kozák Bohun, který si jí má vzít a nechat Kurczewiczům jejich sídlo.
Skrzetuski napíše pro Helenu dopis, ale ten padne do špatných rukou a získá ho Bohun. Ten potom se svými kozáky přepadne tvrz Kurcewiczů, aby unesl Helenu. Vypukne bitka, v níž Bohun zabije starou kněžnu a její syny. K bitce se připlete i věčně opilý pan Zagloba, který Helenu zachrání a v přestrojení ji odvede do pevnosti Bar. Pevnost však dobudou kozáci a Bohun Helenu odveze do rokle čarodějky Horpyny, poblíž Raškova v dnešním Moldavsku. Tam má být držena do doby než skončí povstání a on si ji bude moci vzít.
Ranhojič Rzędzian se vetře do Bohunovy přízně a vyzví, kde se Helena nachází. Společně s Podbipiętou, Zagłobou a Wolodyjowským Helenu zachrání. Čarodějku Horpynu při tom zabijí – nejprve zastřelí a poté ji ještě probodnou kůlem do srdce. Nicméně jsou nuceni prchat před Tatary a zatímco Rzędzian Helenu odvede do bezpečí, Podbipięta, Zagłoba a Wolodyjowski míří na Zbaraž, aby se tam setkali s Janem Skrzetuským a pomohli knížeti Wiśniowieckému při obraně pevnosti Zbaraže.
Zbaraž je po mnoho týdnů obléhána kozáky Chmelnického a Tatary pod vedením samotného chána Islama III. Gireje. Při jednom z nočních útoků Tatarů Podbipięta vykoná svůj hrdinský čin. Pozvolna dochází jídlo a zásoby. Podbipięta se nabídne jako první, že přivede pomoc, ale je zabit Tatary. Jako druhý jde Jan Skrzetuski, dokáže potají přebrodit močál – a znavený se dostane ke králi Janu Kazimírovi. Král je krajně rozladěn chováním sejmu a radami svých rádců, nedbá proto varování a vydá se na Zbaraž.
Zatímco král je na cestě do Zbaraže, Jan Skrzetuski se v péči ranhojiče Rzędziana zotavuje a zároveň se setká s Helenou.
Když král přijede k Zbaraži, tak chán, zastrašen jeho nově příchozím vojskem, s ním podepíše dohodu. Bohdan Chmelnický je proto přinucen propustit bránící se posádku pevnosti z jejího obležení. Bohun se však rozhodne, že se nevzdá a zaútočí. Nicméně je zajat a doveden do králova sídla, kde mezitím čekají Jan Skrzetuski, Helena a Rzędzian. Bohun má být nabodnut na kůl, Jan Skrzetuski mu však dá svobodu.
Kniha končí bitvou u Berestečka, v níž jsou kozáci rozprášeni a padne zde i Tuhaj Bej.

## Hlavní postavy
- Jan Skrzetuski (skutečná postava, leč historie o něm ví jen díky úspěšnému útěku ze Zbaraže)
- Helena Kurcewiczówna
- Jan Onufry Zagloba (smyšlená postava)
- Michal Wolodyjowski (skutečná postava)
- Bohun (skutečná postava, leč historie jej zná až z doby následující po událostech popsaných v knize)
- Jeremiáš Wiśniowiecki (skutečná postava, jeho krutost byla příčinou mnoha rebelií)
- Longinus Podbipięta (smyšlená postava)
- Rzędzian
- kněžna Kurcewiczová
- Bohdan Chmelnický
- Jan Kazimír II. Vasa
- Tuhaj Bej
- Adam Kisiel
- Wierzszull
- Charlamp
- Horpyna

## Filmové adaptace
Podle románu natočil roku 1999 polský režisér Jerzy Hoffman stejnojmenný velkofilm. Hoffman natočil i následující díly Sienkiewiczovy trilogie, je však zajímavé, že tento film vznikl jako poslední. První byl Pan Wołodyjowski roku 1969 a pak následovala roku 1974 Potopa.